# 胡為善
胡為善，台灣金融學家。抗日英雄胡宗南二子。現任台灣中原大學副校長。

## 生平
浙江鎮海縣人，祖籍湖州市。曾留學美國，獲得奥克拉荷马大学財務管理學博士學位。後回台灣發展。
1977年9月至1979年11月，擔任华侨产险公司展业部副理。1979年11月至1984年2月，擔任台灣電力公司（簡稱“台電”）财务处课长。後入台灣中原大學任教，主講財務管理和投資學。1993年8月至1995年7月，擔任中原大学会计系副教授，兼系主任。1995年8月至1999年7月，中原大学企業管理系和会计系合聘副教授，兼系主任。1999年8月至2001年7月，任中原大学企業管理系和会计系合聘副教授。2001年8月至2002年1月，任中原大学企業管理系教授，兼系主任秘书。2002年2月至2005年7月，任中原大学企業管理系教授，兼商学院院长。2007年2月，出任中原大学副校长。
近年曾赴中國大陸多所大學講學。曾著長文《我的父亲胡宗南》，披露家族細節。

## 榮譽
- 獲得第一届台湾企业伦理教学卓越教师
- 中原大學94学年教学特优教师